# Vicente Rodrigues de Penela
Vicente Rodrigues de Penela (1190 -?) foi um fidalgo e rico-homem e cavaleiro medieval português, foi Alcaide-mór da Lourinhã.

## Relações familiares
Foi filho de Rodrigo Anes de Penela (1175 -?) e de Dórdia Raimundo de Portocarreiro (1160 -?), filha de D. Raimundo Garcia de Portocarreiro (1100 -?) e de Gontinha Nunes de Azevedo. Casou com uma senhora cujo nome a história não regista de quem teve:
1. Rui Vicente de Penela (1220 -?) , alcaide-mór de Alenquer casou com Fruilhe Esteves de Belmir (1230 -?).